# Hancavičy
Hancavičy (bělorusky Ганцавiчы, rusky Ганцевичи – Ganceviči, polsky Hancewicze) jsou město v Brestské oblasti v Bělorusku. K roku 2017 v něm žilo bezmála čtrnáct tisíc obyvatel a bylo sídlem svého rajónu.

## Poloha a doprava
Hancavičy leží na východě Brestské oblasti při řece Cně, přítoku Pripjati v povodí Dněpru. Jsou vzdáleny přibližně 200 kilometrů severovýchodně od Brestu, správního střediska oblasti. Bližší velká města jsou Pinsk přibližně 75 kilometrů jihozápadně a Baranavičy přibližně 57 kilometrů severozápadně.
Přes Hancavičy prochází železniční trať z Baranavičů do Luniňce.

## Dějiny
Hancavičy leží v historickém regionu Polesí. Byly založeny v roce 1898. V meziválečném období v letech 1921–1939 byly součástí druhé Polské republiky. Od roku 1973 jsou městem.